# Ли, Генри (экономист)
Генри Ли (англ. Henry Lee; 4 февраля 1782 — 6 февраля 1867) — торговец и политический экономист из Массачусетса. Он занимался сборкой и анализом коммерческой и финансовой статистики и выступал против «американской системы» Генри Клея. Труды Ли пользовались большим уважением в Великобритании; на родине он стал известен как защитник свободной торговли после публикации «Бостонского отчёта» в 1827 году. В 1830 Ли безуспешно баллотировался в Палату представителей от 1-го округа Массачусетса против сторонника тарифов Натана Эпплтона, на президентских выборах 1832 года он получил голоса выборщиков Южной Каролины в номинации на пост вице-президента от партии нуллификаторов, несмотря на то, что не поддерживал их идеи.

## Биография
Генри Ли родился в Беверли 4 февраля 1782 года и зарекомендовал себя как торговец в Бостоне, став одним из владельцев фирмы H & J Lee & Company. После экономического краха 1811 года фирма закрылась, после чего Ли на четыре года переехал в Калькутту. Вернувшись в Бостон, он стал импортером индийских товаров, бизнесом, при занятии которым он должен был платить 30%-ную пошлину и конкурировать с местной Boston Manufacturing Company (акционером которой он стал впоследствии). Когда текстильный бизнес иссяк, он начал импортировать индиго, железо и сахар и продавал соль компании DuPont для производства боеприпасов. Ли посвятил себя изучению политической экономии и сбору финансовой и коммерческой статистики и обменивался перепиской с современными британскими экономистами, такими как Джон Маккулох, Томас Тук и Ричард Кобден. Он помогал Альберту Галлатину в подготовке анализа влияния тарифов на свободную торговлю в 1831 году и был сторонником свободной торговли. Он часто публиковался в «Free Trade Advocate» и других периодических изданиях, а также был автором книги «Boston Reports» 1827 года.
Будучи сторонником свободной торговли, Ли стал сторонником федералистов и в 1830 году вёл энергичную, но безуспешную кампанию против сторонника тарифов Натана Эпплтона за место в Палате представителей США. Впоследствии Эпплтон участвовал в разработке законов о тарифах 1832 и 1842 годов. Деятельность Ли принесла ему известность как противника тарифов, из-за чего партия нуллификаторов, выступавшая с такой же позицией, выдвинула его на пост вице-президента в 1832 году, несмотря на то, что он не поддерживал идею нуллификации. 
После выборов 1832 года Ли вернулся к торговой деятельности и умер в Бостоне 6 февраля 1867 года.

## Личная жизнь
16 июня 1809 года Генри Ли поженился за Мэри Джексон Ли, у них было шестеро детей. Двое из них, сыновья, стали видными представителями бостонского общества и дослужившись до звания полковника во время Гражданской войны.